# Smardy Dolne (gromada)
Smardy Dolne – dawna gromada, czyli najmniejsza jednostka podziału terytorialnego Polskiej Rzeczypospolitej Ludowej w latach 1954–1972.
Gromady, z gromadzkimi radami narodowymi (GRN) jako organami władzy najniższego stopnia na wsi, funkcjonowały od reformy reorganizującej administrację wiejską przeprowadzonej jesienią 1954 do momentu ich zniesienia z dniem 1 stycznia 1973, tym samym wypierając organizację gminną w latach 1954–1972.
Gromadę Smardy Dolne z siedzibą GRN w Smardach Dolnych utworzono – jako jedną z 8759 gromad na obszarze Polski – w powiecie kluczborskim w woj. opolskim, na mocy uchwały nr VII/21/54 WRN w Opolu z dnia 4 października 1954. W skład jednostki weszły obszary dotychczasowych gromad Smardy Dolne, Smardy Górne, Unieszów, Stare Czaple (bez kolonii Czaple Wolne), Markotów Mały i Markotów ze zniesionej gminy Smardy Dolne w tymże powiecie. Dla gromady ustalono 19 członków gromadzkiej rady narodowej.
31 grudnia 1959 do gromady Smardy Dolne włączono wieś Gotartów z kolonią Miroszowice ze zniesionej gromady Krzywizna w tymże powiecie.
31 grudnia 1961 do gromady Smardy Dolne włączono wieś Czaple Wolne ze zniesionej gromady Ligota Dolna w tymże powiecie. 
Gromada przetrwała do końca 1972 roku, czyli do kolejnej reformy gminnej.